# Ibrahim Gnanou
Ibrahim Gnanou, född 8 november 1986, är en burkinsk fotbollsspelare som spelar för CF Mounana i Gabon. 

## Klubbkarriär
Gnanou började sin karriär i ASFA Yennega. Han gick till Sheriff Tiraspol i januari 2005 och gjorde under sin tid i klubben 18 mål på 86 matcher. Gnanou gick i januari 2008 från Sheriff Tiraspol i Moldavien till FC Midtjylland i Danmark. I februari 2009 lämnade han Danmark för den ryska klubben Alania Vladikavkaz.